# Dolichopeza (Dolichopeza) ballaratiensis
Dolichopeza (Dolichopeza) ballaratiensis is een tweevleugelige uit de familie langpootmuggen (Tipulidae). De soort komt voor in het Australaziatisch gebied.